# Autoridad de Estadística de Filipinas
La Autoridad de Estadística de Filipinas (en filipino: Pangasiwaan ng Estadistika ng Pilipinas; en inglés: Philippine Statistics Authority; PSA) es la autoridad estadística central del gobierno filipino que recopila, compila, analiza y publica información estadística y censal sobre diversos temas económicos, sociales, demográficos, políticos y otros de la sociedad de Filipinas y cumple asimismo con las funciones de registro civil en el país.
Es una agencia adscrita a la Autoridad Nacional de Economía y Desarrollo (NEDA) con fines de coordinación de políticas. La PSA comprende la Junta de la PSA y las oficinas de estadísticas sectoriales, censos y coordinación técnica, registro civil, oficina de registro de Filipinas, apoyo central y servicios estadísticos de campo.
El Estadístico Nacional (en inglés: National Statistician), que es designado por el presidente de Filipinas a partir de una lista de candidatos presentada por un Comité Especial y respaldada por el presidente de la Junta de la PSA, es el jefe de la PSA y tiene un rango equivalente al de Subsecretario. Además de dirigir y supervisar la administración general de la PSA, el Estadístico Nacional brinda dirección general en la implementación de la Ley de Registro Civil y emisiones relacionadas y ejerce la supervisión técnica sobre los registradores civiles como Registrador Civil General.
El actual Estadístico Nacional y Registrador Civil General (NSCRG) es el Dr. Dennis Mapa, designado por el Rodrigo Duterte.

## Historia y agencias precursoras

### Sistema estadístico filipino
Reconociendo la necesidad de mejorar aún más la eficiencia del sistema estadístico y mejorar la puntualidad y precisión de las estadísticas para la planificación y la toma de decisiones, el Sistema Estadístico de Filipinas (en inglés: Philippine Statistical System; PSS) fue reestructurado el 30 de enero de 1987. La emisión de la Orden Ejecutiva 121 proporcionó la base para la estructura del PSS descentralizado.
El PSS está formado por organizaciones estadísticas de todos los niveles administrativos, su personal y el programa estadístico nacional. En concreto, las organizaciones que componen el sistema incluyeron las siguientes:
- Un organismo coordinador y de formulación de políticas: la Junta Nacional de Coordinación Estadística (NSCB)
- Una única agencia estadística de propósito general: la Oficina Nacional de Estadísticas (ONE)
- Un brazo de investigación y capacitación: Centro de Capacitación e Investigación Estadística (SRTC)
- Unidades de gobierno dedicadas a actividades estadísticas, ya sea como su función principal o como parte de sus funciones administrativas o regulatorias.

Las principales agencias estadísticas del PSS incluyeron la Junta Nacional de Coordinación Estadística (NSCB), la Oficina Nacional de Estadísticas (NSO), la Oficina de Estadísticas Agrícolas (BAS), la Oficina de Estadísticas Laborales y de Empleo (BLES), y el Centro de Capacitación e Investigación Estadística (SRTC). y el Departamento de Estadísticas Económicas del Banco Central de Filipinas (BSP).

### Agencias precursoras

#### Oficina de Estadísticas Agrícolas
La Oficina de Estadísticas Agrícolas (en inglés: Bureau of Agricultural Statistics; BAS) fue una organización sucesora de la Oficina de Economía Agrícola (BAECON) y se estableció el 30 de enero de 1987, en virtud de la Orden Ejecutiva N.º 116. Absorbió la Oficina de Estadísticas de Pesca y pasó a formar parte del Departamento de Agricultura (DA). Sirvió como principal agencia gubernamental para la recopilación, procesamiento, análisis y difusión eficiente de estadísticas oficiales sobre agricultura y pesca como insumos para las políticas y decisiones hacia un desarrollo agrícola sostenible.
En el año 2000, la organización estructural de BAS fue fortalecida y reorientada de conformidad con las disposiciones pertinentes de la Orden Administrativa DA N.º 6, serie de 1998, de conformidad con las disposiciones de la Ley de Modernización de la Agricultura y la Pesca o RA 8435 de 1997. Esta ley designó a BAS como fuente central de información y servidor de la Red Nacional de Información (NIN) del Departamento de Agricultura .

#### Oficina de Estadísticas Laborales y de Empleo (BLES)
Fue también el 30 de enero de 1987, cuando el Ministerio de Trabajo y Empleo fue reorganizado nuevamente bajo la Orden Ejecutiva N.º 126 y una de sus disposiciones fue la abolición del Servicio de Estadísticas Laborales y la creación de la Oficina de Estadísticas de Trabajo y Empleo (en inglés: Bureau of Labor and Employment Statistics; BLES) como una de las seis oficinas del departamento. Sirvió como brazo estadístico del Departamento de Trabajo y Empleo (DOLE), BLES garantizó la calidad de los datos generados por todas las agencias dentro del departamento. Su mandato era «desarrollar y prescribir normas, nomenclaturas y metodologías uniformes para la recopilación, procesamiento, presentación y análisis de datos sobre trabajo y empleo».

#### Junta Nacional de Coordinación Estadística
La Junta Nacional de Coordinación Estadística (en inglés: National Statistical Coordination Board; NSCB) fue creada en virtud de la Orden Ejecutiva N.º 121 como el máximo órgano de formulación de políticas y coordinación en materia estadística en el país. Su objetivo principal era promover la independencia, objetividad, integridad, capacidad de respuesta y relevancia del Sistema Estadístico de Filipinas (PSS). Su objetivo era lograr el desarrollo de un sistema estadístico ordenado capaz de proporcionar datos oportunos, precisos y útiles para las necesidades de planificación, programación y evaluación de todos los sectores de la economía filipina.
La junta ejecutiva estuvo encabezada por el director general de la NEDA o su representante designado como presidente y asistida por el Subsecretario del Departamento de Presupuesto y Gestión (DBM) como vicepresidente. Otros miembros de la Junta son los subsecretarios de los departamentos restantes, así como el vicegobernador del BSP, el secretario general de la NSCB, el administrador de la NSO, el director ejecutivo de la SRTC, el gobernador o el alcalde de la ciudad designado por la Liga de Gobernadores y Alcaldes de las Ciudades y un representante del sector privado que es elegido por la Junta.

#### Oficina Nacional de Estadística
La Oficina Nacional de Estadísticas (NSO; anteriormente conocida como Oficina de Censos y Estadísticas) era la principal agencia estadística del gobierno filipino responsable de recopilar, compilar, clasificar, producir, publicar y difundir estadísticas de propósito general. La OSN también tenía la responsabilidad de llevar a cabo y administrar las disposiciones de la Ley de Registro Civil, incluido el archivo de nacimientos, defunciones y matrimonios y atender las solicitudes de copias y certificaciones basadas en estos documentos según lo dispuesto en la Ley Núm. 3753 de febrero de 1931. 
La organización asumió sus responsabilidades cuando se aprobó la Ley del Commonwealth (CA) N.º 591 el 19 de agosto de 1940. Entonces se la conocía como la Oficina de Censos y Estadísticas (BCS). Se convirtió en la Oficina Nacional de Censos y Estadísticas (NCSO
) en 1974 hasta que pasó a llamarse Oficina Nacional de Estadísticas mediante la Orden Ejecutiva N.º 121. Le correspondía recolectar, compilar, clasificar, producir, publicar y difundir estadísticas de propósito general y ejecutar y administrar las disposiciones de la Ley del Registro Civil.

### Formación de la PSA
La Autoridad de Estadística de Filipinas se creó en virtud de la Ley de la República N.º 10.625, también conocida como Ley de Estadísticas de Filipinas de 2013, que fue promulgada por el presidente Benigno Simeón Aquino III el 12 de septiembre de 2013. Ordenó la reorganización del PSS y la creación de la PSA a partir de la fusión de las cuatro principales agencias estadísticas dedicadas a la recopilación de datos primarios y la compilación de datos secundarios, éstas eran: BAS, BLES, NSCB y NSO.
| N.º | Nombre                      | Término iniciado    | Plazo finalizado    | Presidente(s)                          |
| --- | --------------------------- | ------------------- | ------------------- | -------------------------------------- |
| 1   | Dra. Lisa Grace S. Bersales | 21 de abril de 2014 | 22 de abril de 2019 | · Benigno Aquino III · Rodrigo Duterte |
| 2   | Dr. Dennis S. Mapa          | 27 de mayo de 2019  | En el cargo         | · Rodrigo Duterte · Bongbong Marcos    |

### La PSA: 2018 al presente

#### Sistema de identificación filipino
El Sistema de Identificación de Filipinas (PhilSys) es la plataforma de identificación central del gobierno para todos los ciudadanos y extranjeros residentes en Filipinas. El registro de una persona en PhilSys se considerará como prueba oficial y suficiente de identidad. Se estableció mediante la Ley de la República n.º 11.055, que fue promulgada por el presidente Rodrigo Duterte el 6 de agosto de 2018.
PhilSys tiene como objetivo eliminar la necesidad de presentar otras formas de identificación al realizar transacciones con el gobierno y el sector privado, sujeto a medidas de autenticación apropiadas basadas en un sistema de identificación biométrica. Además, aspira a ser una plataforma social y económica a través de la cual se puedan aprovechar todas las transacciones, incluidos los servicios públicos y privados, y servirá como vínculo para la promoción de una prestación fluida de servicios, mejorando la gobernanza administrativa, reduciendo la corrupción, fortaleciendo la inclusión financiera y promover la facilidad para hacer negocios.
La información que se recopilará y almacenará bajo PhilSys se limitará a lo siguiente: 
- Datos demográficos: Nombre completo; Sexo; Fecha de nacimiento; Lugar de nacimiento; Tipo de sangre; Dirección; Filipino o extranjero residente; Estado civil (opcional); Número de móvil (opcional); y dirección de correo electrónico (opcional)
- Información biométrica: fotografía frontal; Juego completo de huellas dactilares; Exploración del iris; y Si es necesario, otras características identificables de un individuo que puedan determinarse en las normas y reglamentos de implementación (TIR).

El PhilID se puede utilizar en todas las transacciones que requieran prueba o verificación de la identidad de ciudadanos o extranjeros residentes, tales como, entre otras, las siguientes: solicitud de elegibilidad y acceso a bienestar social y beneficios otorgados por el gobierno; solicitud de servicios y beneficios ofrecidos por GSIS, SSS, PhilHealth, HDMF y otras agencias gubernamentales; solicitudes de pasaportes y licencias de conducir; transacciones relacionadas con impuestos; fines de registro e identificación para votar; ingreso a cualquier hospital gubernamental, centro de salud o institución similar; todas las demás transacciones gubernamentales; solicitud de admisión en escuelas, colegios, instituciones de aprendizaje y universidades, ya sean públicas o privadas; solicitud y transacción con fines laborales; apertura de cuentas bancarias y otras transacciones con bancos y otras instituciones financieras; verificación de antecedentes penales y autorizaciones del titular de la tarjeta; otras transacciones, usos o propósitos que puedan definirse en la TIR.

#### Sistema de monitoreo basado en la comunidad
El Sistema de Monitoreo Comunitario (CBMS), que fue establecido por la Ley de la República 11.315 y fue promulgado por el presidente Rodrigo Duterte el 17 de abril de 2019, es un sistema organizado de base tecnológica para recopilar, procesar y validar los datos desglosados necesarios que pueden utilizarse para la planificación, la implementación de programas y el seguimiento del impacto a nivel local, lo que sirve como base para orientar a los hogares en la planificación, presupuestación e implementación de programas gubernamentales orientados al alivio de la pobreza y el desarrollo económico. Además, fusiona las metodologías utilizadas en las actividades de recopilación de datos de todas las agencias nacionales, el geoetiquetado y el CBMS implementado por las unidades de gobierno local (UGL).
Además, el SSC implica un censo de hogares realizado por las UGL con la participación de la comunidad utilizando un sistema acelerado de elaboración de perfiles de pobreza en la recopilación, procesamiento, mapeo y análisis de datos. Cada ciudad y municipio deberá realizar una recopilación de datos periódica y sincronizada cada tres años. La PSA es el organismo líder en su implementación.

## Mandato
La PSA será la principal responsable de la implementación de los objetivos y disposiciones de la R.A. 10.625. Planificará, desarrollará, prescribirá, difundirá y aplicará políticas, normas y reglamentos y coordinará programas gubernamentales que regulen la producción de estadísticas oficiales, estadísticas de propósito general y servicios de registro civil. Será principalmente responsable de todos los censos y encuestas nacionales, las estadísticas sectoriales, la consolidación de sistemas de registro administrativo seleccionados y la compilación de cuentas nacionales.

## Funciones
La PSA tiene las siguientes funciones: Servir como autoridad estadística central del gobierno filipino en la recopilación de datos primarios; Preparar y realizar censos periódicos de población, vivienda, agricultura, pesca, comercio, industria y otros sectores de la economía; Recopilar, compilar, analizar, resumir y publicar información estadística relacionada con las actividades económicas, sociales, demográficas y generales del país y la condición de la población; Preparar y realizar encuestas estadísticas por muestreo sobre todos los aspectos de la vida socioeconómica, incluida la agricultura, la industria, el comercio, las finanzas, los precios y la información de marketing, los ingresos y gastos, la educación, la salud, la cultura y las situaciones sociales para uso del gobierno y el público; Realizar, hacer cumplir y administrar las funciones de registro civil en el país conforme a lo previsto en la Ley 3753, Ley de Registro del Estado Civil; Colaborar con departamentos del gobierno nacional, incluidas las GOCC y sus subsidiarias, en la recopilación, compilación, mantenimiento y publicación de información estadística, incluidos datos estadísticos especiales derivados de las actividades de aquellos departamentos, corporaciones y sus subsidiarias; Promover y desarrollar estadísticas sociales y económicas integradas y coordinar planes para la integración de esas estadísticas, incluidas las cuentas nacionales; Desarrollar y mantener marcos y estándares apropiados para la recopilación, procesamiento, análisis y difusión de datos; Coordinar con departamentos gubernamentales y unidades de gobierno local (UGL) sobre la promoción y adopción de normas estadísticas que incluyan técnicas, metodologías, conceptos, definiciones y clasificaciones, y sobre cómo evitar la duplicación en la recopilación de información estadística; Realizar actividades metodológicas, analíticas y de desarrollo continuas, en coordinación con el PSRTI, para mejorar la realización de censos, encuestas y otras actividades de recopilación de datos; Recomendar medidas ejecutivas y legislativas para mejorar el desarrollo de las actividades y programas estadísticos del gobierno; Preparar, en consulta con la Junta de la PSA, un Programa de Desarrollo Estadístico de Filipinas (PSDP); Implementar políticas en materia estadística y de coordinación, según lo indique la Junta de PSA, y; Realizar otras funciones que le asigne la Junta de PSA y que sean necesarias para llevar a cabo los propósitos de R. A. 10.625.

## Junta de PSA
La Junta de la PSA es el máximo órgano normativo en materia estadística y oficinas de estadísticas sectoriales, censos y coordinación técnica, registro civil y servicios estadísticos centrales de apoyo y de campo. Está encabezado por el Secretario de Planificación Socioeconómica y el director general de NEDA como presidente, con el Secretario (o el Subsecretario debidamente designado) del Departamento de Presupuesto y Gestión (DBM) como vicepresidente. Sus miembros están compuestos por los siguientes:
- El Secretario o representante debidamente designado (no inferior a un Subsecretario) de las siguientes agencias del gobierno nacional:
  - Comisión de Educación Superior (CHED);
  - Departamento de Reforma Agraria (DAR);
  - Departamento de Agricultura (DA);
  - Departamento de Educación (DepEd);
  - Departamento de Energía (DOE);
  - Departamento de Medio Ambiente y Recursos Naturales (DENR);
  - Departamento de Hacienda (DOF);
  - Departamento de Asuntos Exteriores (DFA);
  - Departamento de Salud (DOH);
  - Departamento del Interior y Gobierno Local (DILG);
  - Departamento de Justicia (DOJ);
  - Departamento de Trabajo y Empleo (DOLE);
  - Departamento de Defensa Nacional (DND);
  - Departamento de Obras Públicas y Carreteras (DPWH);
  - Departamento de Ciencia y Tecnología (DOST);
  - Departamento de Bienestar Social y Desarrollo (DSWD);
  - Departamento de Comercio e Industria (DTI);
  - Departamento de Transportes y Comunicaciones (DOTC);
  - Departamento de Turismo (DOT);
  - Autoridad de Educación Técnica y Desarrollo de Habilidades (TESDA);
- El Vicegobernador o representante debidamente designado del Banco Central de Filipinas (BSP);
- El Presidente o representante debidamente designado de la Philippine Statistical Association, Inc. (PSAI);
- El Presidente o representante debidamente designado de la Unión de Autoridades Locales de Filipinas (ULAP);
- El Estadístico Nacional del PSA;
- El director ejecutivo del Instituto Filipino de Capacitación e Investigación Estadística (PSRTI);
- Un representante del sector privado ; y
- Un representante de las corporaciones controladas y de propiedad gubernamental.

El Estadístico Nacional actúa como presidente ex officio de la Secretaría de la Junta de PSA.
Las funciones de la Junta de PSA son las siguientes:
- establece mecanismos apropiados para promover y mantener un sistema estadístico eficiente y eficaz en el gobierno;
- formula políticas sobre todos los asuntos relacionados con las operaciones, normas y clasificaciones estadísticas gubernamentales;
- revisar los programas estadísticos de los departamentos y agencias del gobierno nacional y las UGL y racionalizar las responsabilidades en estas organizaciones gubernamentales en asuntos relacionados con dichos programas estadísticos;
- revisar propuestas presupuestarias que involucren operaciones estadísticas y presentar un presupuesto integrado para el PSS al Departamento de Presupuesto y Gestión (DBM);
- prescribe marcos apropiados para mejorar la coordinación estadística y establece mecanismos para la coordinación estadística a nivel regional y de LGU;
- proporciona asistencia técnica y ejerce supervisión sobre las principales actividades estadísticas del gobierno;
- recomienda medidas ejecutivas y legislativas para mejorar el desarrollo y la eficiencia del sistema, incluida la estructura interna de las agencias de estadística; y
- aprueba el Programa de Desarrollo Estadístico de Filipinas. [13]

| Posición de la junta        | Titular                                                                                    | Oficina                                            |
| --------------------------- | ------------------------------------------------------------------------------------------ | -------------------------------------------------- |
| Presidente                  | Karl Kendrick T. Chua                                                                      | Autoridad Nacional de Economía y Desarrollo (NEDA) |
| Vicepresidenta              | Laura B. Pascua                                                                            | Departamento de Presupuesto y Gestión (DBM)        |
| Miembros                    |                                                                                            |                                                    |
| Claire Dennis S. Mapa       | Autoridad de Estadísticas de Filipinas (PSA)                                               |                                                    |
| Rodolfo V. Vicerra          | Departamento de Agricultura (DA)                                                           |                                                    |
| Emily O. Padilla            | Departamento de Reforma Agraria (DAR)                                                      |                                                    |
| Jesús L. R. Mateo           | Departamento de Educación (DepEd)                                                          |                                                    |
| Jesús Cristino P. Posadas   | Departamento de Energía (DOE)                                                              |                                                    |
| Benjo Santos M. Benavídez   | Departamento de Trabajo y Empleo (DOLE)                                                    |                                                    |
| Analiza Rebuelta-Teh        | Departamento de Medio Ambiente y Recursos Naturales (DENR)                                 |                                                    |
| Gil S. Beltrán              | Departamento de Finanzas (DOF)                                                             |                                                    |
| Lourdes O. Yparraguirre     | Departamento de Asuntos Exteriores (DFA)                                                   |                                                    |
| Mario C. Villaverde         | Departamento de Salud (DOH)                                                                |                                                    |
| Denis F.Villorente          | Departamento de Tecnologías de la Información y las Comunicaciones (DICT)                  |                                                    |
| Jonathan E. Malaya          | Departamento del Interior y Gobierno Local (DILG)                                          |                                                    |
| Emmeline Aglipay Villar     | Departamento de Justicia (DOJ)                                                             |                                                    |
| Arnel Duco                  | Departamento de Defensa Nacional (DND)                                                     |                                                    |
| María Catalina E. Cabral    | Departamento de Obras Públicas y Carreteras (DPWH)                                         |                                                    |
| Maridon O. Sahagún          | Departamento de Ciencia y Tecnología (DOST)                                                |                                                    |
| Camilo G. Gudmalín          | Departamento de Bienestar Social y Desarrollo (DSWD)                                       |                                                    |
| Benito C. Bengzón           | Departamento de Turismo (DOT)                                                              |                                                    |
| Ceferino S. Rodolfo         | Departamento de Comercio e Industria (DTI)                                                 |                                                    |
| Artemio U. Tuazon Jr.       | Departamento de Transporte (DOTr)                                                          |                                                    |
| Francisco G. Dakila Jr.     | Banco Central de Filipinas (BSP)                                                           |                                                    |
| María Sylvette T. Gunigundo | Comisión de Educación Superior (CHED)                                                      |                                                    |
| Rosana A. Urdaneta          | Autoridad de Educación Técnica y Desarrollo de Habilidades (TESDA)                         |                                                    |
| Michael P. Cloribel         | Comisión de Gobernanza para Corporaciones de Propiedad y Controladas por el Gobierno (GCG) |                                                    |
| Josefina V. Almeda          | Instituto Filipino de Capacitación e Investigación Estadística (PSRTI)                     |                                                    |
| Sra. Carmelita N. Ericta    | Asociación Filipina de Estadística Incorporada (PSAI)                                      |                                                    |
| Dakila Carlo E. Cuá         | Unión de Autoridades Locales de Filipinas (ULAP)                                           |                                                    |
| Amando M. Tetangco Jr.      | Asociación de Gestión de Filipinas (MAP), en nombre del sector privado                     |                                                    |

## Publicaciones
La PSA publica una gran variedad de informes estadísticos, datos de censos y encuestas relacionados en gran medida con la economía de Filipinas. Para obtener la lista completa de publicaciones de PSA y productos en CD, consulte la Lista de publicaciones de la Autoridad de Estadísticas de Filipinas .